# Daigou
Daigou (tiếng Trung: 代购; Hán-Việt: đại cấu; bính âm: dàigòu; nghĩa đen 'mua sắm thay thế') là một kênh thương mại trong đó một người bên ngoài Trung Quốc mua hàng hóa (chủ yếu là hàng xa xỉ, nhưng cũng có hàng tạp hóa như sữa bột trẻ em) cho một khách hàng ở Trung Quốc đại lục, do không tiếp cận được với sản phẩm ở Trung Quốc hoặc vì giá hàng hóa ở nước ngoài có thể 30 đến 40 phần trăm cao hơn ở Trung Quốc sau khi nhập khẩu. Người mua hàng Daigou thường đi mua hàng hóa mong muốn bằng chi phí của mình, sau đó quay trở lại Trung Quốc như một khách du lịch bình thường thực hiện giao dịch mua với số lượng dưới ngưỡng thuế quan, sau đó chuyển hàng hóa cho người mua thực tế trong khi tính phí nhiều hơn chi phí của việc mua hàng.

## Tác động
Các tập đoàn Daigou thường liên quan đến việc tích trữ và tàng trữ hàng hóa bất hợp pháp với số lượng lớn, thường gây phẫn nộ cho khách hàng địa phương vì sự thiếu hụt hàng hóa và gián đoạn phát sinh trên thị trường. Điều này cũng đã thúc đẩy các chính phủ thực hiện các hành động chống lại buôn lậu và tích trữ Daigou. Bắt đầu từ năm 2012, chính phủ New Zealand đã thường xuyên đàn áp và đôi khi cấm hoàn toàn việc xuất khẩu trái phép hàng tiêu dùng thông qua các kênh chưa đăng ký. Chính phủ Úc đã đưa ra nhiều vòng chính sách nhiều lần và áp đặt nhiều hạn chế đối với việc mua sữa bột trẻ em của Daigou, và nhiều người buôn lậu Daigou vẫn sẽ đưa ra những cách mới để tránh những hạn chế đó.
Khách hàng châu Á thường xuyên bị nghi ngờ vô cớ và thậm chí phân biệt đối xử hoàn toàn do tính chất gây rối của việc mua tràn lan hàng xa xỉ và hàng tiêu dùng khác được thực hiện bởi những người tích trữ và buôn lậu Daigou, chủ yếu là người châu Á. Các cộng tác viên bán hàng người Mỹ gốc Á tại Quảng trường Herald của Macy đã kiện Macy vì phân biệt chủng tộc vào tháng 9 năm 2017, cho rằng các quản lý cửa hàng đã hướng dẫn các cộng tác viên bán hàng không bán nhiều hơn một đơn vị cho bất kỳ khách hàng châu Á nào và họ đã bị sa thải khi họ lên tiếng về cáo buộc phân biệt đối xử.

## Tội phạm hình sự
Một số nhà cung cấp dịch vụ Daigou lừa đảo bán các sản phẩm giả đã bị thay đổi để xuất hiện mua ở nước ngoài từ các nguồn hợp pháp.
Hoạt động kinh doanh bất hợp pháp Daigou đã phát triển mạnh trong một thời gian tại Úc và New Zealand, nhưng gần đây cả chính phủ Úc và chính phủ Trung Quốc đã bắt đầu đàn áp hình thức buôn lậu này. Đầu năm 2019, sáu trong số những người được gọi là "Daigou" này đã bị bắt tại Úc vì vòng buôn lậu sữa bột trẻ em. Đầu năm 2017, 23 trong số này được gọi là "Daigou" đã bị bắt vì liên quan đến một đường dây buôn lậu ở Mỹ. Vào cuối năm 2017, cảnh sát Melbourne đã triệt phá một tập đoàn của những kẻ buôn lậu "Daigou" và bắt bảy kẻ buôn lậu như vậy sau một cuộc điều tra kéo dài nhiều tháng. Năm 2012, một cựu tiếp viên hàng không và buôn lậu Daigou chuyên nghiệp đã bị kết án 11 năm tù bị kết tội buôn lậu qua biên giới, buôn lậu trong nước của hàng hóa ở nước ngoài thông qua các kênh không đăng ký, lừa đảo các cơ quan hải quan, vi phạm cố ý của luật Hải quan, và trốn hơn 1.000.000 Thuế trị giá nhân dân tệ .

## Phản hồi từ Trung Quốc
Vào ngày 1 tháng 1 năm 2019, Trung Quốc đã chính thức ban hành luật thương mại điện tử mới, luật đầu tiên thuộc loại trực tiếp điều chỉnh các hoạt động của Daigou. Theo luật mới, tất cả những người tham gia Daigou sẽ được yêu cầu hợp pháp để đăng ký làm nhà khai thác thương mại điện tử và có giấy phép ở cả Trung Quốc và quốc gia nơi họ mua sắm, khiến doanh nghiệp của họ phải chịu thuế ở cả Trung Quốc và khu vực nơi họ mua hàng hóa. Bất kỳ nền tảng thương mại điện tử và người bán nào cũng có thể bị phạt lần lượt 2 triệu nhân dân tệ và 500.000 nhân dân tệ, và có thể phải đối mặt với cáo buộc hình sự, nếu họ bị kết tội buôn lậu, trốn thuế và vi phạm luật thương mại điện tử mới..

## Bán hàng
Doanh số của Daigou trên tổng số 15 tỷ đô la hàng năm. Trong năm 2014, giá trị của việc kinh doanh daigou chỉ bằng hàng xa xỉ đã tăng từ CN 55 tỷ lên tới 75 tỷ nhân dân tệ (từ 8,8 tỷ đô la đến 12 tỷ đô la).
Một cuộc khảo sát năm 2015 của những người mua hàng xa xỉ trực tuyến Trung Quốc cho thấy 35% đã sử dụng daigou để mua hàng xa xỉ trực tuyến, trong khi chỉ 7% sử dụng trang web của thương hiệu họ đang mua hoặc nghĩ rằng họ đang mua. Khoảng 80% hoạt động mua hàng xa xỉ của Trung Quốc được thực hiện ở nước ngoài.

## Hoạt động
Mua hàng Daigou thường được thực hiện trong các cửa hàng thương hiệu sang trọng tại các thành phố thời trang lớn như Paris, London, thành phố New York, Hồng Kông, Tokyo và Seoul. Một số nhà khai thác daigou sử dụng Weibo và WeChat để liên lạc với khách hàng của họ. Nhu cầu lớn đối với dịch vụ daigou là do thuế nhập khẩu cao đối với hàng xa xỉ  và lo ngại về các sản phẩm không an toàn, đặc biệt là các vấn đề an toàn thực phẩm,